# Abercrombie River
Abercrombie River är en 186 km lång flod i regionen Central West, New South Wales, Australien. Källorna ligger öster om byn Mount Werong, den flyter huvudsakligen västerut mot sammanflödet med Lachlan vid Wyangala Dam.
Den flyter genom Abercrombie River National Park och är habitat för näbbdjur och Hydromys chrysogaster.